# Asma al-Ghul
Asma al-Ghul (n. 17 ianuarie 1982, Rafah, Palestina) este o jurnalistă feministă de origine palestiniană care scrie pentru ziarul principal al orașului Ramallah, Al-Ayyam, axându-se mai ales pe ceea ce se numește „Corupția Fatah și terorismul Hamas”. Uneori Al-Ayyam este interzis în Gaza de către Hamas. Al-Ghul este descrisă de New York Times că fiind „cunoscută pentru atitudinea să sfidătoare împotriva încălcării drepturilor civile din Gaza”.
A fost născută în anul 1982 în Rafah, un oraș din Gaza de la granița cu Egipt a cărui populație este compusă în principiu din palestinieni refugiați. În anul 2003 s-a căsătorit cu un egiptean și s-au stabilit în Abu Dhabi. Ea și soțul sau au divorțat ulterior, iar ea s-a întors în Gaza alături de fiul sau. În anul 2006 Asma a renunțat definitiv la vălul sau islamic.
În anul 2009 Al-Ghul a fost răpită și interogată de către Hamas după ce s-a plimbat pe o plajă publică de lângă tabăra de refugiați Shati alături de un grup mixt de prieteni în timp ce purta pantaloni și un tricou, fără văl și râzând. „Associated Press” a declarat faptul că a fost pentru prima dată de la  venirea la putere a Hamas când a încercat să pedepsească o femeie pentru că se comportă într-un mod necorespunzător islamului. Al-Ghul susține că prietenii săi bărbați au fost reținuți timp de câteva ore, bătuți și apoi forțați să semneze documente în care pretindeau că nu ar mai „încălca standardele morale publice”. Hamas însă a negat această întâmplare.
În februarie 2011 jurnalista susține că a fost bătută în timpul unui miting în care își exprimă susținerea față de palestinieni și față de egipteni.
În martie 2011 Al-Ghul alături de alte șapte jurnaliste susțin că au fost bătute și torturate de către forțele de securitate Hamas în timpul mitingurilor în care solicitau că Hamas să caute o cale de reconciliere pașnică împreună cu Fatah. Guvernul Hamas mai târziu și-a exprimat scuzele pentru unele atacuri și a promis lansarea unei investigații.
La vârstă de optsprezece ani, jurnalistă a obținut Premiul pentru Literatură Palestiniană pentru Tineret. În 2012 a obținut Premiul pentru Curaj în Jurnalism din partea Fundației Internaționale a Femeilor din Media. Lucrează pentru Fundația Samir Kassir din Liban care pledează pentru libertatea presei.
Pe 3 august 2014, cel puțin 9 membri din familia să au fost uciși într-un atac aerian israelian, în sudul Fâșiei Gaza, în Rafah. În cadrul unui eseu intitulat „Never Ask Me About Peace Again” feminista descrie experiența prin care a trecut la auzirea veștii despre decesul familiei sale.